# Д’Альбре, Шарлотта
Шарло́тта д’Альбре́ (фр. Charlotte d'Albret; 1480—11 марта 1514) — принцесса рода Альбре, сестра короля Жана III Наваррского. В 1499 году выдана замуж за Чезаре Борджиа, герцога Валентинуа. В браке родилась дочь Луиза.

## Биография
Шарлотта родилась в 1480 году в семье Алена д’Альбре и Франсуазы Шатийон-Лимож. Её прапрадедом по отцовской линии был коннетабль Франции Карл I д’Альбре, который погиб, командуя французскими войсками в битве при Азенкуре в 1415 году. У неё было шесть братьев и сестёр, в том числе и Жан III д’Альбре, который после женитьбы на Екатерине де Фуа стал королём Наварры.
10 мая 1499 года в возрасте 19 лет Шарлотта вышла замуж за Чезаре Борджиа, незаконнорождённого сына папы Александра VI и Ваноццы де Каттанеи. Церемония бракосочетания состоялась в Блуа. Этот брак был политическим, с целью укрепления союза Чезаре Борджиа с Францией. Вскоре после свадьбы Чезаре отправился сопровождать короля Людовика XII в его вторжении в Италию, и супруги больше никогда не видели друг друга.
17 мая 1500 года Шарлотта родила дочку Луизу, единственного законнорождённого ребёнка Чезаре Борджиа. Чезаре погиб 12 марта 1507 года во время осады Вианы. Узнав о смерти Чезаре, Шарлотта, которой было 27 лет, объявила траур и продолжала носить чёрное платье ещё 7 лет до последнего дня своей жизни. Шарлотта умерла 11 марта 1514 года в замке Ла-Мотт-Фёй и была похоронена в монастыре Благовещения в Бурже.